# Campeonato Africano de Corta-Mato de 2011
O 1º Campeonato Africano de Corta-Mato foi uma competição continental de Corta-Mato para atletas africanos que foi realizada em 6 de março de 2011 na Cidade do Cabo, África do Sul. Organizado pela Confederação Africana de Atletismo, marcou o início de uma nova competição continental para a África após a decisão da IAAF de alterar o agendamento do Campeonato Mundial de Corta-Mato que era realizado a cada ano para um formato bienal.

## Medalhistas
| Evento                 | Ouro                     | Ouro      | Prata                   | Prata     | Bronze                 | Bronze    |
| ---------------------- | ------------------------ | --------- | ----------------------- | --------- | ---------------------- | --------- |
| Sênior masculino 12 km | John Mwangangi (KEN)     | 35:31 min | Stephen Kiprotich (UGA) | 35:34 min | Henry Chirchir (KEN)   | 35:35 min |
| Sênior feminino 8 km   | Mercy Cherono (KEN)      | 27:13 min | Viola Kibiwot (KEN)     | 27:14 min | Doris Changeywo (KEN)  | 27:22 min |
| Júnior masculino 8 km  | Japhet Korir (KEN)       | 23:03 min | Patrick Muaka (KEN)     | 23:04 min | Nicholas Togom (KEN)   | 23:18 min |
| Júnior feminino 8 km   | Caroline Chepkoech (KEN) | 19:59 min | Mary Mananu (KEN)       | 20:00 min | Zipporah Wanjiru (KEN) | 20:05 min |

## Participantes
| - Angola - Botswana - Quênia - Lesoto - Madagáscar - Malawi | - Ilhas Maurícias - Marrocos - Moçambique - Namíbia - Nigéria | - África do Sul - Sudão - Uganda - Zâmbia - Zimbabwe |